# Christiaan Ernst van Brandenburg-Bayreuth
Christiaan Ernst van Brandenburg-Bayreuth (Bayreuth, 27 juli 1644 – Erlangen, 10 mei 1712) was van 1655 tot aan zijn dood markgraaf van Brandenburg-Bayreuth. Hij behoorde tot het huis Hohenzollern.

## Levensloop
Christiaan Ernst was de zoon van erfprins Erdmann August van Brandenburg-Bayreuth en Sophia van Brandenburg-Ansbach, dochter van markgraaf Joachim Ernst van Brandenburg-Ansbach. Omdat Erdmann August zijn vader niet overleefde, volgde Christiaan Ernst in 1655 zijn grootvader Christiaan op als vorst van Brandenburg-Bayreuth. Wegens zijn minderjarigheid werd hij tot in 1664 onder het regentschap geplaatst van zijn oom George Albrecht van Brandenburg-Bayreuth.

### Militaire loopbaan
De markgraaf was een trouwe aanhanger van keizer Leopold I, die hij ondersteunde bij diens krijgstochten, meer bepaald tegen de Republiek der Zeven Verenigde Nederlanden, Lotharingen en bij de ontzetting van het Beleg van Wenen. Hij volgde zelf ook een militaire carrière en op 12 februari 1664 werd hij verkozen tot officier van de Frankische Kreits. Christiaan Ernst was eveneens hoofd van het kurassiersregiment van de Frankische Kreits. 
In aansluiting daarvan begon hij vanaf 1668 zijn domeinen uit te rusten en te ontwikkelen tot een militaire hulppost. Brandenburg-Bayreuth bereikte echter al snel de grenzen van de belastbaarheid en in 1672 kwam het tot een eerste financiële crisis. Op 27 maart 1676 werd hij na zijn ondersteuning aan de keizer in de Hollandse Oorlog benoemd tot generaal-veldmaarschalk-luitenant. Bij de bevrijding van Wenen, dat in 1683 belegerd werd door het Ottomaanse Rijk, maakte hij deel uit van het ontzettingsleger. Ook bracht hij talrijke militaire trofeeën mee, die tot in de 19e eeuw uitgestald werden in de Stadskerk van Bayreuth. Om zijn roem te verkondigen liet hij de Markgravenfontein van Bayreuth bouwen, met een standbeeld dat hem absolutistisch verheerlijkte als bedwinger van de Turken.
In 1691 werd hij benoemd tot keizerlijk generaal-veldmaarschalk en in 1692 nam hij het opperbevel van Rijksleger in de Opper-Rijn over. Omdat hij niet bekwaam bleek voor deze taak, gaf hij het opperbevel over aan markgraaf Lodewijk Willem van Baden-Baden. Tijdens de Spaanse Successieoorlog behaalde hij nog enkele militaire overwinning, totdat hij op 22 mei 1707 een nederlaag leed die het mogelijk maakte dat de troepen van koning Lodewijk XIV van Frankrijk Zwaben en Beieren konden binnenvallen. Dit betekende het einde van zijn militaire loopbaan.

### Promotor van kunst en onderwijs
Christiaan Ernst was eveneens een ondersteuner en promotor van kunsten. In 1664 stichtte hij in Bayreuth het Gymnasium Christiaan-Ernestinum en ook stichtte hij in Erlangen een ridderacademie, die later uitgroeide tot de Universiteit van Erlangen. 
In zijn residentieslot in Bayreuth centraliseerde hij de overheidsdiensten. Op de plek waar zich vroeger de paardenstallen bevonden, liet hij de Slotkerk bouwen. In 1695 liet hij door architect Leonhard Dientzenhofer een achthoekige slottoren bouwen en in 1686 legde hij in Erlangen een nieuw stadsdeel aan voor de uit Frankrijk verdreven hugenoten. In dit stadsdeel kwamen tijdens de Negenjarige Oorlog ook vluchtelingen uit de Palts wonen.
De markgraaf was een liefhebber van paarden en honden. Ook begon hij het vroegere klooster van Himmelkron om te bouwen tot jachtslot. De levensstijl van Christiaan Ernst zorgde echter voor een moeilijke financiële situatie in zijn markgraafschap.
In mei 1712 stierf hij op 67-jarige leeftijd. Christiaan Ernst werd bijgezet in de Stadskerk van Bayreuth.

## Huwelijken en nakomelingen
Op 29 oktober 1662 huwde hij in Dresden met zijn nicht Erdmuthe Sophia (1644-1670), dochter van keurvorst Johan George II van Saksen. Het huwelijk bleef kinderloos.
Op 8 februari 1671 huwde Christiaan Ernst in Stuttgart met zijn tweede echtgenote Sophia Louise (1642-1702), dochter van hertog Everhard III van Württemberg. Ze kregen zes kinderen:
- Christiane Eberhardine (1671-1727), huwde in 1693 met koning August II van Polen
- Eleonora Magdalena (1673-1711), huwde in 1704 met Herman Frederik van Hohenzollern-Hechingen
- Claudia Eleonora Sophia (1675-1676)
- Charlotte Emilie (1677-1678)
- George Willem (1678-1726), markgraaf van Brandenburg-Bayreuth
- Karel Lodewijk (1679-1680)

Op 30 maart 1703 huwde hij in Potsdam met zijn derde echtgenote Elisabeth Sophia (1674-1748), dochter van keurvorst Frederik Willem I van Brandenburg.